# Ludwig Moser (Übersetzer)

Der Marienspiegel von Sanct Bonaventura, übersetzt von Ludwig Moser

Ludwig Moser lat. Ludovicus Paludianus  (* 1442 in Zürich; † 16. Juli 1510 in Basel) war ein Schweizer Mönch und Übersetzer. Als Angehöriger der Basler Kartause St. Margarethental verfasste er einige wenige eigene geistliche Werke, ist aber vor allem durch seine Übersetzungen asketischer und mystischer Schriften bedeutend. Seine Arbeiten zeigen weitreichende Verbindungen zum oberrheinischen Humanismus, zum Basler Bürgertum und zum lokalen Druckereiwesen.

## Leben und Wirken

### Frühe Jahre und Werdegang
Ludwig Moser wurde in der ersten Hälfte des Jahres 1442 in der Stadt Zürich als einziger Sohn des Ratsherrn und Armbrustmachers Ulrich Moser und seiner Ehefrau Adelheid geb. Sutter geboren. Der Vater starb früh und der junge Ludwig wurde im Haus der Familie Philipps aufgezogen. 1458 übernahm er das Erbe des Vaters. Er absolvierte eine Lehre als Schreiber in der Stadtkanzlei in Basel. Eine Urkunde belegt, dass er am 3./4. April 1460 an der Eröffnungsfeier der Universität Basel anwesend war. Von 1460 bis 1475 war Moser Stadtschreiber und damit verbunden Marktaufseher und Oberzunftmeister im vorderösterreichischen Rheinfelden. Zudem wurde er vom rheinfeldener Stadtrat als Botschafter in verschiedensten Angelegenheiten nach Innsbruck, Thann, Zürich, Basel Laufenburg, Neuenburg, Säckingen und Waldshut entsandt. 1471 erwarb Moser den Stofflerhof auf der Alten Burg und erhielt dazu das Ehrenrecht auf einen Stuhl (reservierter Platz) in der nahegelegenen St. Martinskirche.

### Leben in der Kartause Basel
Mit eigenen Mitteln liess Ludwig Moser 1474 eine eigene Zelle in der Kartause Basel errichten und stattete den Orden mit Haushaltsgeräten aus. Über der Tür seiner Zelle stand folgender Spruch geschrieben:

„Caritas est finis praecepti, de puro corde et conscientia bona et fide non ficta.“

Am 2. Februar 1475 legte er schliesslich unter dem Prior Heinrich Arnold von Alfred seine heilige Ordensprofess ab. Moser wurde nach seinen theologischen Studien und seiner Priesterweihe bald aufgrund seiner juristischen Kenntnisse und guten Beziehungen ausserhalb des Klosters zum Prokurator des Konvents bestellt. Durch einen Beschluss des Generalkapitels vom 6. Mai 1482  wurde er als Prior in die junge Kartause Ittingen berufen. Aufgrund einer Pestwelle, die auch vor einigen seiner Ordensbrüdern nicht Halt machte, kehrte er jedoch nach vierjähriger Amtszeit wieder in die Basler Kartause zurück und übte dort noch eine Weile das Amt des Vikars aus. Am 16. Juli 1510 starb Ludwig Moser.

## Werke

### Von sant Erasmus dem heiligen bischoff und mertere
Ludwig Moser verfasste verschiedene Texte zu Heiligen und Märtyrern. In seiner Schrift  Von sant Erasmus dem heiligen bischoff und mertere schreibt er vom Leben des Heiligen Erasmus von Antiochia. Die Handschrift mit der Signatur Msc. A IX 27 liegt in der Universitätsbibliothek Basel. Der Text lässt sich in zwei Teile gliedern:
- Von sant Erasmus dem heiligen bischoff und mertere
- Die teglich gedechtnusz

Der Text beginnt mit einer Anrufung des heiligen Eramus, in welcher er mit den Engeln auf eine Ebene gehoben wird. Interessant ist hierbei die Unterscheidung zwischen Anbetung, welche nur Gott und Jesus zuteilwerden darf, und Verehrung, welche auch Heiligen und Engeln entgegengebracht wird. Als Heiliger wird Erasmus verehrt, jedoch nicht angebetet. Anschliessend folgt die Erzählung Erasmus’ Leben, beginnend bei der erlittenen Folter und Gefangenschaft durch Kaiser Dyocletianus, der er nur durch die Kraft der Engel entfliehen konnte. Erasmus’ Reise führte nach Italien, wo er Wunder vollbrachte und viele zum Christentum bekehren konnte. Er wurde jedoch wieder gefangen genommen und gefoltert, dieses Mal von Kaiser Maximiamo, erneut konnte er aber mit der Hilfe von Engeln fliehen, die ihn in die Stadt Formiana führten. Es folgt eine Beschreibung des von Hingabe an Gott und guten Taten bestimmten Lebens des heiligen Erasmus. Sein Tod wird als „Ruf von Gott“ bezeichnet, der ihm eine goldene Krone aufsetzt und ihn in seine Herrlichkeit aufnimmt. Der erste Teil endet mit einer weiteren Anrufung des heiligen Erasmus und Verehrungsbekundungen.
Der zweite Teil, Die teglich gedechtnusz, enthält Lobpreisungen des heiligen Erasmus, seines Lebens und Gottes. Sie kann wiederum zweigeteilt werden in eine dem ersten Teil ähnlichere Beschreibung und Verherrlichung Erasmus’ und seines Wirkens und, in der zweiten Hälfte, ein klassisches Gebet. Insbesondere das Vorkommen des Kirie eleison stärkt den Eindruck, ein „klassisches Gebet“ vor sich zu haben.
Alle Einheiten und Untereinheiten des Textes werden jeweils mit Amen beendet.

### Bereitung zu dem heiligen Sakrament
Das Werk wurde im Jahr 1489 von Johann Amerbach in Basel gedruckt. Dieser schenkte ein Exemplar an die Kartause zu Basel. Das Buch umfasst 256 Blätter mit 55 zum Teil kolorierten Holzschnitten, die auf den Inhalt des Buchs Bezug nehmen.

#### Aufbau des Buches
Das  Buch beginnt mit dem Inhaltsverzeichnis (fol. 1v), welches die drei Teile des Buches und deren Funktion erläutert. Darauf folgt eine Vorrede (fol. 2r – 4v), in welcher der Auftraggeber Prior Jakob Louber und der Chorherr Wilhelm von Auch genannt werden. Betont wird, dass der Empfänger das Sakraments in der ihm gebührenden Art und Weise empfängt, und dies reinen Herzens und in der richtigen Absicht tun soll.
Das Buch ist in drei Teile gegliedert:
- 1. Teil (fol. 4v – 10v): eine nützliche Unterweisung dreier Staten der guten Menschen (Büsser / Besserer / Vollkommene).
  - Büsser: sie haben die Zeit in eitlen Freuden und im verlockenden Überfluss der Welt verbracht. Sie werden ihr Leben neu beginnen, fortan die Sünden meiden, so werden auch sie ganz von Gott geliebt.
  - Besserer: sie üben sich in ständiger Buss- und Reuegesinnung, entsagen der Sünde und lesen fleissig die heilige Schrift, und sie empfangen das Abendmahl.
  - Vollkommene: sie sind sich und der Welt abgestorben und streben mit tugendhaftem Leben nach geistlicher Fruchtbarkeit.
- 2. Teil (fol. 10v – 31v): zum andächtigen Gebet zusammengestellte heilige Lehren unter anderem von Augustinus, Ambrosius und Hieronymus, die vor dem heiligen Sakrament zu beten sind. Es handelt sich in diesem zweiten Teil um einen eigentlichen Beichtspiegel. Die Gewissensforschung soll sich ausdehnen auf die sieben Hauptsünden, die leiblichen und geistigen Werke der Barmherzigkeit, die einzelnen Sakramente, die sieben Gaben des Heiligen Geistes, die vier Kardinaltugenden und die drei göttlichen Tugenden.
- 3. Teil (fol. 31v – 256r): Lob und Dank mit andächtigen Betrachtungen und mit Figuren (= Holzschnitte) zum harten Leben von Jesus Christus.

Der Betrachtungsstoff des 3. Teils teilt sich auf die sieben Tage von insgesamt vier Wochen auf, so dass der gesamte Lesestoff in diesem Zeitraum bewältigt werden kann. Ab fol. 34v beginnt eine handschriftliche Eintragung, die mittels der Buchstaben A–G und einer fortlaufenden Nummerierung bis 155 die Lesestellen für die einzelnen Tage kennzeichnet.

### Der guldin Spiegel des Sünders (um 1497)
Im Jahr 1497 erschien bei Amerbach die von Ludwig Moser angefertigte Übersetzung des speculum aureum animae peccatricis. Ein solches lateinisches Exemplar wurde der Kartause im Jahre 1493 von Niklaus Rüesch gestiftet, welches vermutlich die Übersetzungsgrundlage für den guldin Spiegel des Sünders darstellte.
Der guldin spiegel des sünders gehört zur Textsorte der Sündenspiegel. Als Sündenspiegel gelten Texte, die dem Leser sein schlechtes, sündiges und ihn von Gott abkehrendes Verhalten vor Augen führen und ihn zur Umkehr, d. h. zu christlichem, gottgefälligem Leben veranlassen oder anleiten wollen.
Der Spiegel als Metapher wurde im späten Mittelalter besonders häufig und gern benutzt, um gegenwärtige Missstände aufzuzeigen und diese dem Leser vor Augen zu führen. Aus dem Spiegel trat ihm dabei zugleich das Bild des besseren Zustandes, der juristischen oder theologischen bzw. moralischen Norm, entgegen. Der Spiegel wurde so nicht nur als Reflektor des Gegenwärtigen gebraucht, sondern auch und vor allem zur Erkenntnis dessen, was sein sollte, aber nicht war.
Im Sündenspiegel wurde die Spiegelmetapher verwendet, um dem Menschen sowohl seinen gegenwärtigen schlechten Zustand als auch den idealen oder zumindest besseren der völligen bzw. weitgehenden Freiheit von Sünden aufzuzeigen. Oft wird die negative, hässliche, abschreckende Seite in aller ausführlichen Anschaulichkeit geschildert, während die positive, schöne, vorbildliche oft nur kurz angesprochen wird, wenn sie überhaupt erwähnt wird.
Der Sündenspiegel gliedert sich in folgende vier Kapitel: Sünde, Beichte, Anweisungen und Rosengertly. Dabei liegt der Fokus der ersten drei Kapitel auf dem Diesseits, während das Rosengertly auf den paradiesischen Zustand im Jenseits Bezug nimmt. Das erste Kapitel befasst sich vor allem mit der Niederträchtigkeit und Sündhaftigkeit des Menschen, seiner Vergänglichkeit und der Allgegenwart des Todes. Als Lösung für die Sündenproblematik wird die Beichte im zweiten Kapitel angeboten. Hierauf folgen im dritten Kapitel Hinweise zur gottgefälligen Busse, bis zu den abschliessenden Vorbereitungen auf das Paradies im vierten Kapitel.

### Speculum Marie
Der Marienspiegel (lat. speculum marie) wurde 1506/07 veröffentlicht. Die Schrift ist in zwei Bände eingeteilt und enthält 17 Traktate.  Der erste Band führt unter dem Titel Vnser lieben Frouwen Spiegel eine Abhandlung zur „richtigen“ Marienverehrung, die Moser dem franziskanischen Gelehrten Bonaventura zuschreibt. Daneben finden sich weitere Traktate, u. a. von St. Bernhard. Band zwei wird mit Brunn des Lebens betitelt.  Er beinhaltet Übersetzungen verschiedener Traktate Bonaventuras, Augustinus’, St. Bernhards und Thomas’ von Aquin. Am Ende des zweiten Bandes findet sich mit So der Mensch zu dem heiligen Sacrament wil gan das Gebett genn Carthusia neben der Einleitung zum Marienspiegel der einzig von Moser verfasste Text. Die Autorenzuschreibungen, die Ludwig Moser vornimmt, sind in der Rezeption strittig.
Zusammenstellung der Gesamtüberlieferung
Hss. Basel, UB:
- cod. A IX 27
- cod. E VI 2
- cod. A VIII 19
- cod. A X 117
- cod. C VI 34
- St. Gallen, Stiftsbibl., cod. 546.

Drucke
- Basel, (J. Amerbach 1489) doi:10.3931/e-rara-11056
- Basel, (J. Amerbach 1492) doi:10.3931/e-rara-14463
- Basel, (J. Amerbach 1497) doi:10.3931/e-rara-16322
- Augsburg, (L. Zeissenmair 1497)
- Köln, (H. Bungart 1503)
- Basel, (M. Furter 1506 & 1507) doi:10.3931/e-rara-5517